# Zapomniana melodia na flet
Zapomniana melodia na flet (ros. Забытая мелодия для флейты) – radziecki film fabularny z 1987 roku, w reżyserii Eldara Riazanowa.

## Fabuła
Leonid Siemionowicz Filimonow pracuje w urzędzie d.s. organizacji czasu wolnego. Jego monotonne życie ulega zmianom, kiedy poznaje pielęgniarkę Lidę, której może się zwierzać ze swoich problemów. Zazdrosna żona Filimonowa wyrzuca go z domu, a on przenosi się do Lidy. Z czasem żona Filimonowa chce, aby mąż wrócił do niej. Szantażuje go rozmową z ojcem, który pomagał wcześniej Filimonowowi w karierze. Powrót do żony doradzają mu także koledzy. Obawa, że może utracić stanowisko, skłania Filimonowa do porzucenia Lidy.
Scenariusz filmu, obnażającego amoralność radzieckich urzędników, początkowo nie został przyjęty, ale postępy pieriestrojki działały na korzyść filmu, który ostatecznie udało się zrealizować.

## Obsada
- Leonid Fiłatow jako Leonid Filimonow
- Tatiana Dogilewa jako Lida
- Irina Kupczenko jako Lena
- Jelena Majorowa jako Lusia
- Wsiewołod Sanajew jako Jarosław Stiepanowicz
- Olga Wołkowa jako Surowa
- Aleksander Szyrwindt jako Miasojedow
- Walentin Gaft jako Odinkow
- Wacław Dworżecki jako ojciec Filimonowa
- Jelena Fadiejewa jako matka Filimonowa
- Nina Agapowa jako sekretarka
- Kapitolina Ilienko jako Kapitolina Iwanowna
- Aleksander Samojlenko jako Sasza
- Jewgienij Cymbał
- Jewgienij Woskriesienski